# 斯威特沃特 (阿拉巴马州)
斯威特沃特（英語：Sweet Water）是美国阿拉巴马州下属的一座城市。面积约为2.02平方英里（约合5.24平方公里）。根据2010年美国人口普查，该市有人口258人，人口密度为127.47/平方英里（约合49.24/平方公里）。